# Carl Nordenfelt
Carl Henrik Nordenfelt (i riksdagen kallad Nordenfelt i Kristinehamn), född 13 oktober 1837 i Sätila församling, Älvsborgs län, död 1 december 1911 i Kristinehamns församling, Värmlands län, var en svensk borgmästare och politiker. Han var borgmästare i Kristinehamn 1866–1911.

## Biografi
Nordenfelt var son till överstelöjtnanten och landshövdingen Enar Nordenfelt samt bror till Leonard, Thorsten och Åke Nordenfelt.
Han företrädde ridderskapet och adeln vid ståndsriksdagen 1865–1866. Nordenfelt var senare ledamot av riksdagens andra kammare 1870–1872 samt 1875, invald i Kristinehamns, Askersunds, Nora och Lindesbergs valkrets. Han var efter det ledamot av riksdagens första kammare 1885–1892 för Värmlands län.